# Kazemata
Kazemáta (francosko casematte, iz grščine χάσμα - chásma - stolp, žrelo, prepad, preko italijanščine casamatta – oborožena hiša) je zaprt, pokrit prostor v trdnjavi, zlasti za zaščito posadke pred topniškimi in bombnimi napadi, včasih napačno postanejo krilo. Prvotno je bil to izraz za obokano komoro v trdnjavo. V oklepnih bojnih vozilih, ki nimajo kupole za glavni top, se struktura, ki je prilagojena topu, imenuje kazemata.

## Izvor besede
Beseda izvira iz italijanske casamatta, vendar je etimologija negotova.
Nekateri mislijo, da casamatta prihaja iz casa, italijansko za hišo in matto, italijansko za jezen, a v tem primeru pomeni ponaredek; casamatta se zdi, da je bil skupni vzdevek dan srednjeveški oblegovalni napravi z imenom gatta, ki je imela videz hiše. Drugi (Dević) menijo, da izhaja iz arabske besede kasaba, transliterirano za kasbah, besedo, ki izvira iz španske besede za trdnjavo – alcazaba. Menagio je razmišljal, da izhaja iz grške besede za jamo, khasma, katere množina je khasmata. Hensleigh Wedgwood misli, da prihaja iz španske casa in matar, hiša, v kateri se dogaja ubijanje. Drugi spet menijo, da matto v svojem arhaičnem italijanskem smislu pomeni tema, kar je enako angleški matt, kot motno, posledično casamatta - temna hiša. Kazemate so uporabljali tudi v vojaških zaporih, kjer je bilo pomanjkanje svetlobe dodatna kazen.

## Uporaba
Kazemata je bila prvotno obokana komora običajno izdelani pod obzidjem. Njen namen je bila nedosegljivost in se je lahko uporabljala za zavetje vojakov ali blaga. Z dodatkom strelne line skozi zunanji del obzidja, bi se lahko uporabljala kot zaščiten položaj topa. V začetku 19. stoletja je francoski vojaški inženir Baron Haxo zasnoval prosto stoječe kazemate, ki so jih lahko zgradili na zgornjem delu obzidja. Kazemate zgrajene v betonu so bile uporabljene v drugi svetovni vojni za zaščito obalnega topništva pred zračnimi napadi.
- Kazemata iz zgodnjega 19. stoletja pod obzidjem pri Bastille (Grenoble)
- Notranjost kazemate pri Grenoblu
- Haxo kazemata pri Fort Amherst, Chatham, Kent
- Tristopenjski sistem topov v Fort Point, San Francisco, 19. stoletje
- Notranjost povezanih kazemat v Fort Point
- 10-inčni top Rodman na traverzah v Fort Knox (Maine)
- Oklepljena zunanjost kazemate iz 1860-ih, Fort Bovisand, Plymouth
- nastanitvene kazemate v trdnjavi Newhaven, East Sussex, zgrajene v 1860-ih.
- 15 cm topom v Frederikshavnu, Danska
- Notranjost nemše kazemate na Omaha Beach, Normandija

### Mornarica
V mornariškem topništvu je kazamata vertikalna armirana plošča z odptinami za topove. Je slabše zaščitena od topniške turele in omogoča manjše ognjeno polje. Kazamata je finančno cenejša in mnogo manjše mase za dani nivo oborožene zaščite.

#### Kazematne oklepnice v ameriški državljanski vojni
V ameriški državljanski vojni so uporabljali kazematne oklepnice: jekleni ali armirani parniki z zelo nizkimi palubami in topovi postavljenimi na glavni palubi ('kazematna paluba'), ki so bili zaščiteni z nagibnim armiranim kazematom. Čeprav sta obe strani v državljanski vojni uporabljali kazematne oklepnice, ta tip ladje najpogosteje povezujejo z južno konfederacijo, medtem ko se je sever zanašal na topovske kupole. Najslavnejša pomorska bitka v vojni je bila bitka pri Hampton Roadsu med unijinimi oklepnicami USS Monitor in konfederacijskimi kazematnimi oklepnicami CSS Virginia (izdelane iz ostankov Merrimacka). 

#### Kazematne ladje (1864–1880)
Kazematna ladja je drug izraz za "osrednjo ladijsko baterijo" ali barbeto. Kazemata (ali centralna baterija) je bila oklepna komora, ki se je raztezala po celotni dolžini ladje za zaščito več topov. Oklepne stranice komore so bile stranice trupa ladje. Na sprednji in zadnji strani kazemate so bile oklepne pregrade in debel krov za zaščito na vrhu. Spodnji rob kazemate je sedel na vrhu ladijskega oklepnega pasu. Nekatere ladje, kot so Alexandra (potopljena leta 1873), je imela dvonadstropno kazemato. 

#### Enojne kazemate (po 1889)
Kazemata je bila oklepna komora ob strani vojne ladje, iz katere streljal top. Tipična kazemata je imela 6 inčni top in 6" debelo sprednjo ploščo (del boka ladje), s tanjšimi oklepnimi ploščami na obeh straneh in zadaj, ter zaščiteno na vrhu in tleh  in je tehtala približno 20 ton (brez topa).  Kazemate so bile podobne po velikosti topovkim kupolam, ki so jih ladje prevažale v parih, po eno na vsaki strani ladje.
Prva bojna ladja, ki jo je nosila, je bila britanska Royal Sovereign potopljena leta 1889. Nastala je kot posledica poskusov proti HMS Resistance leta 1888. [13] Kazemate so bile sprejete, ker so mislili, da bi oklep fiksno na spredaj zagotovil boljšo zaščito kot kupola in zato, ker bi montaža kupole potrebovala zunanjo moč in bi jo lahko v boju izgubili - za razliko od kazematnega topa, kjer bi ga lahko upravljali ročno. Uporaba kazemat je omogočala 6 inčni top, ki bi ustrelil samo posamič in ne vsi naenkrat. Kazemate so uporabili tudi v zaščitenih in oklepnih križarkah, začenši leta 1889 z razredom Edgar in dodatno opremiti razred Blake v času izgradnje leta 1888. 
V času proizvodnje vojaških ladij pred HMS Dreadnought (1906), so kazemate namestili na glavnem krovu in kasneje tudi na zgornjem nivoju. Kazemate na glavnem krovu so bile zelo blizu vodne gladine. V križarkah razreda Edgar, so bili topovi le 3,0 m nad vodno gladino. Kazemate, ki so bile preblizu vodne gladine ali preblizu premca (kot v 1912 narejeni Iron Duke) so bile izpostavljene poplavam, ki so onesposobile topove. 

### Oklepna vozila
V zvezi z oklepnimi bojnimi vozili se oblikovanje kazemate nanaša na vozila, kjer je njihovo glavno orožje nameščeno neposredno v trupu in nimajo rotirajoče kupole. [17] Takšna zasnova običajno naredi vozilo mehansko enostavnejše konstrukcije in cenejše, lažje in nižje v profilu. Prihranjena teža se lahko uporablja za namestitev težjega, močnejšega topa ali pa povečanja zaščitnega oklepa vozila v primerjavi z običajnimi tanki s kupolo. Vendar pa mora v boju posadka vrteti celotno vozilo, če se cilj premika izven smeri topa. To se lahko izkaže za zelo neugodno v bojnih razmerah, brez jasno postavljene frontne črte.
Med drugo svetovno vojno so kazematne tanke uporabljali tako nemški Wehrmacht kot sovjetska Rdeča armada. Večinoma so jih uporabljali kot uničevalce tankov in jurišne topove. Uničevalci tankov, ki so namenjeni za delovanje predvsem v obrambnih operacijah iz zasede, ne rabijo vrteče kupole toliko kot ofenzivni tanki, medtem ko so jurišne topove uporabljali predvsem proti utrjenim položajem pehote in si lahko privoščili daljši reakcijski čas, če se je cilj prestavil izven dosega smeri topa. Mislili so, da je teža in kompleksnost kupole nepotrebna in bi se lahko prihranila v prid bolj sposobnega orožja in oklepa. V mnogih primerih so oklepno vozilo lahko uporabili tako kot uničevalca kot napadalca, odvisno od taktičnih razmer. Wehrmacht je več kazematnih napadalnih tankov, najprej še Panzerjäger z oznako Elefant, popolnoma zaprta štiristranska kazemata na vrhu trupa, pozneje kot uničevalca tankov, ki so nosili oznako Jagdpanzer (dobesedno "loveči tank"), z mnogo bolj integriranim kazematnim oklepom s trupom samega tanka. Primeri so Jagdpanzer IV, Jagdtiger in Jagdpanther. [18] Napadalni topovi so bili označeni kot Sturmgeschütz (Sturmgeschütz III in Sturmgeschütz IV). Pri Rdeči armadi so se tanki uničevalci in samohodni topovi imenovali z "SU-" ali "ISU-" predpono: predpona SU je okrajšava za Samokhodnaya Ustanovka ali "samohodni top". Primeri so SU-100 ali ISU-152. Nemčija in Sovjetska zveza sta v glavnem gradili kazematne tanke s pomočjo šasije iz obstoječih tankovskih kupol, namesto da bi jih oblikovali iz nič.
Medtem ko so kazematni tanki igrali zelo pomembno vlogo v drugi svetovni vojni (Sturmgeschütz III je na primer najštevilnejše zgrajeno oklepno bojno vozilo nemške vojske med celotno vojno), so postali veliko manj pogosti v povojnem obdobju. Težki kazematni rušilni tankovski modeli, kot so ameriški US T28 in britanski Tortoise niso nikoli presegli stanja prototipa, medtem ko bili sovjetski SU-54-122 narejeni le v zelo omejeni količini. Splošni upad tovrstnih vozil je posledica tehnološkega napredka, ki je pripeljal do vzpona univerzalnih bojnih tankov, v katerih so združili sposobnosti za prevzem vloge in nalog, ki so jih v preteklosti imeli različni razredi vozil.

## Galerija
- Kazemata pri Fort San Lucian, Malta
- Par kazemat pri Fort Delimara, Malta
- Kazemata na Maginotovi liniji, Francija
- Ta dobro ohranjena nemška kazemata pri Fort Hommetu na otoku Guernsey je ena redkih z ohranjenim originalim topom.
- Kazemata Beehive je bila zgrajena v klifu Obelisk Bay, Sydney, Avstralija leta 1871
- Kazemata v Luxembourgu
- Kazemate İbrahim Pasha (zgrajene v 1830-ih) provinca Mersin, Turčija
- Baterija Londres v trdnjavi Humaitá, kjer so stražili vhod v Paragvaj.